# Бережницька сільська рада (Жидачівський район)
Бережницька сільська рада  — орган місцевого самоврядування у Стрийському районі Львівської області. Адміністративний центр — село Бережниця.

## Загальні відомості
Бережницька сільська рада утворена в 1961 році. Водоймища на території, підпорядкованій даній раді: річка Бережниця, озера Святе, Кривуля.

## Населені пункти
Сільраді підпорядковані населені пункти:
- c.Бережниця
- с.Журавків
- с.Заболотівці
- с.Загурщина
- с. Рогізно

## Склад ради
Рада складається з 20 депутатів та голови.

### Керівний склад попередніх скликань
| ПІБ                 | Основні відомості                                                 | Дата обрання | Дата звільнення |
| ------------------- | ----------------------------------------------------------------- | ------------ | --------------- |
| Кухта Гнат Гнатович | Сільський голова, 1956 року народження, освіта вища, безпартійний | 26.03.2006   | 31.10.2010      |
| Кухта Гнат Гнатович | Сільський голова, 1956 року народження, освіта вища, безпартійний | 31.10.2010   |                 |

Примітка: таблиця складена за даними джерела